# Marcus Stroman
Marcus Earl Stroman, född den 1 maj 1991 i Medford i delstaten New York, är en amerikansk professionell basebollspelare som spelar för Chicago Cubs i Major League Baseball (MLB). Stroman är högerhänt pitcher.
Stroman har tidigare spelat för Toronto Blue Jays (2014–2019) och New York Mets (2019 och 2021). Han har tagits ut till MLB:s all star-match en gång och har vunnit en Gold Glove Award.
Stroman draftades av Washington Nationals 2009 som 532:a spelare totalt, men inget kontrakt upprättades mellan parterna. Han började i stället studera vid Duke University och spelade för skolans basebollag Duke Blue Devils. Stroman var åter tillgänglig i 2012 års draft och valdes då av Toronto Blue Jays som 22:a spelare totalt.
2012 blev Stroman avstängd i 50 matcher för dopning när det visade sig att hans dopningsprov visade positivt för metylhexanamin.
Stroman representerade USA vid World Baseball Classic 2017, där han var med och vann guld. Han utsågs även till turneringens mest värdefulla spelare (MVP) och till turneringens all star-lag.